# Инаугурация Герберта Гувера
Инаугурация Герберта Гувера в качестве 31-го Президента США состоялась 4 марта 1929 года. Одновременно к присяге был приведён Чарлз Кёртис как 31-й вице-президент США. Президентскую присягу проводил Председатель Верховного суда США и бывший Президент США Уильям Тафт.
Это была первая президентская инаугурация, записанная с помощью звуковой кинохроники. Конституция Соединённых Штатов предоставляет президенту возможность либо дать клятву, либо торжественное обещание. Гувер часто упоминается как сказавший «заявляю» из-за того, что он квакер, но кинохроника, снятая с церемонии, указывает на то, что он сказал «торжественно клянусь». Франклин Пирс был единственным известным Президентом США, который сказал «заявляю», а не «клянусь» при принятии присяги.
При приведении к присяге Тафт ошибочно произнёс фразу «поддерживать, охранять и защищать» как «поддерживать, соблюдать и защищать». Хелен Тервиллиджер, 13-летняя ученица восьмого класса из Уолдена, штат Нью-Йорк, обнаружила ошибку и написала главному судье, чтобы сообщить ему об этом. Тафт признал, что допустил ошибку, приписав её «дефекту памяти старика», но утверждал, что совершил другую ошибку, неправильно процитировав слова «поддерживать, соблюдать и защищать». Тервиллиджер не отступила от своих претензий; Fox Film, Пате-журнал и Paramount News, компании, которые подготовили кинохронику инаугурации, изучили запись и совместно подтвердили замечание Тервиллиджер.

## Галерея

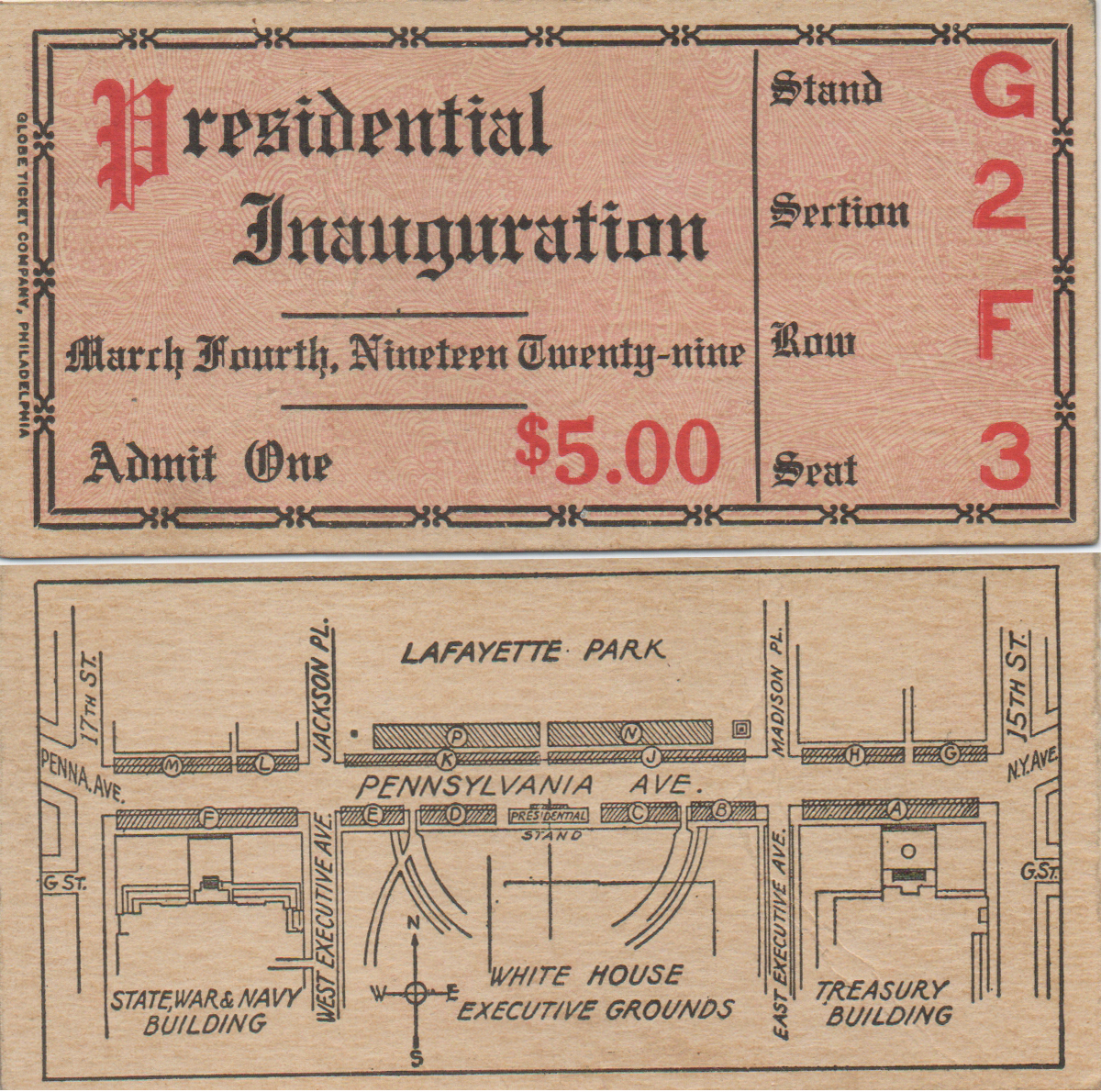
5-долларовый билет на инаугурацию президента Гувера
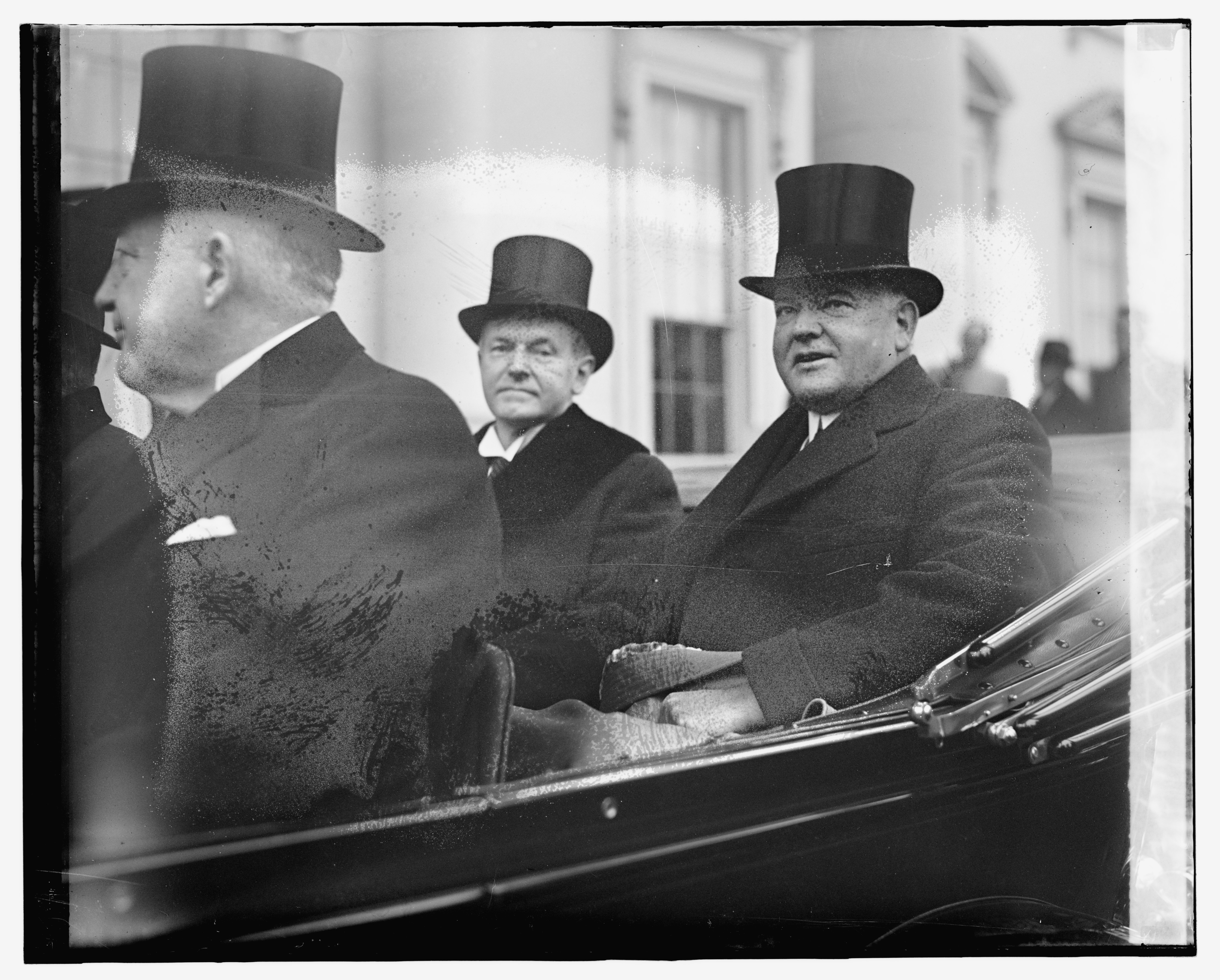
Президенты Кулидж и Гувер в день инаугурации
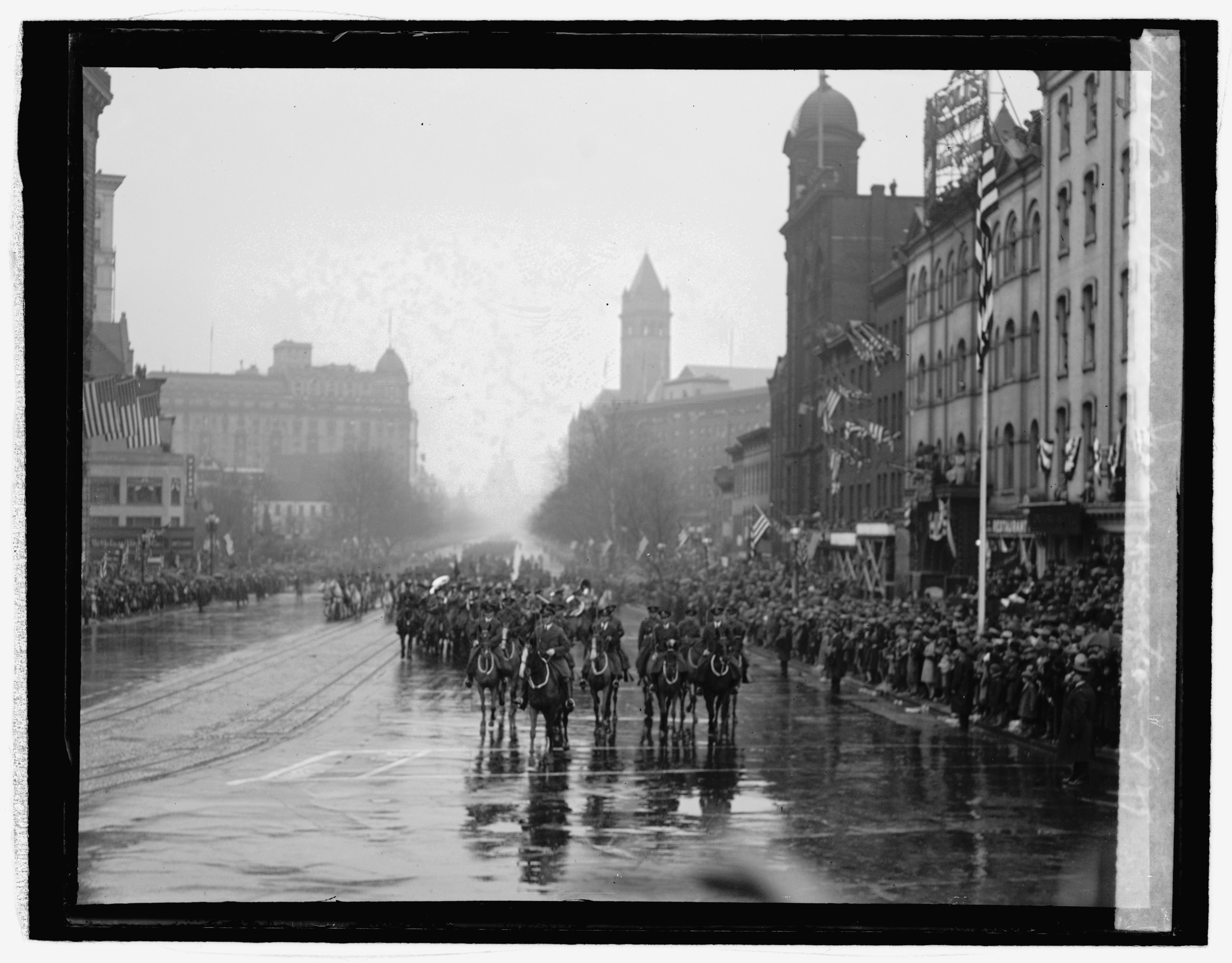
Инаугурационный парад